# Distance over Time
| Recensione       | Giudizio   |
| ---------------- | ---------- |
| AllMusic         |            |
| Blabbermouth.net | 8/10       |
| Classic Rock     |            |
| Consequence      | A-         |
| Metal Hammer     | Favorevole |
| RockNLoad!       |            |
| Wall of Sound    | 7.5/10     |

Distance over Time è il quattordicesimo album in studio del gruppo musicale statunitense Dream Theater, pubblicato il 22 febbraio 2019 dalla Inside Out Music.
L'album rappresenta la prima pubblicazione del gruppo attraverso la sussidiaria della Sony Music, concludendo il contratto decennale con la Roadrunner Records, nonché il primo dai tempi di Images and Words ad avere una durata complessiva inferiore a un'ora.

## Registrazione
Contrariamente a quanto operato in passato, per la prima volta in carriera tutti i membri dei Dream Theater si sono riuniti in un unico luogo di registrazione (un fienile situato a New York denominato Yonderbarn) per le fasi di scrittura e registrazione del materiale anziché registrare le proprie parti in studi separati.
Già dalla fase di composizione, l'intenzione del gruppo era quella di comporre un disco più immediato e differente rispetto al precedente The Astonishing, concept album interamente composto dal chitarrista John Petrucci e dal tastierista Jordan Rudess e che ha richiesto tre anni di lavorazione. Il primo brano composto per il disco è stato At Wit's End, mentre per tutte le tracce restanti sono stati necessari 18 giorni, un breve processo simile a quanto svolto con Train of Thought del 2003, secondo quanto spiegato da Petrucci. Tra i brani composti vi è anche Room 137, il primo scritto dal batterista Mike Mangini dal suo ingresso in formazione.

## Tracce
Musiche di John Petrucci, Jordan Rudess, John Myung e Mike Mangini.
1. Untethered Angel – 6:14 (testo: John Petrucci)
2. Paralyzed – 4:17 (testo: John Petrucci)
3. Fall into the Light – 7:04 (testo: John Myung, John Petrucci)
4. Barstool Warrior – 6:43 (testo: John Petrucci)
5. Room 137 – 4:23 (testo: Mike Mangini)
6. S2N – 6:21 (testo: John Myung, John Petrucci)
7. At Wit's End – 9:20 (testo: James LaBrie)
8. Out of Reach – 4:04 (testo: James LaBrie)
9. Pale Blue Dot – 8:25 (testo: John Petrucci)

Traccia bonus nell'edizione speciale
1. Viper King – 4:00 (testo: James LaBrie)

Contenuto bonus nell'edizione artbook
- CD 2 – Instrumental Mixes

1. Untethered Angel – 6:14
2. Paralyzed – 4:17
3. Fall into the Light – 7:04
4. Barstool Warrior – 6:43
5. Room 137 – 4:23
6. S2N – 6:21
7. At Wit's End – 9:20
8. Out of Reach – 4:04
9. Pale Blue Dot – 8:25

- DVD/BD

1. Distance over Time (Animations) – 60:51
2. Distance over Time (Hi-Resolution Audio - 96/24 LPCM 5.1 Mix) – 60:51

7" bonus nell'edizione deluxe
- Lato A

1. Pale Blue Dot – 8:25 (testo: John Petrucci)

- Lato B

1. Viper King – 4:00 (testo: James LaBrie)

## Formazione
Gruppo
- James LaBrie – voce
- John Petrucci – chitarra
- John Myung – basso
- Jordan Rudess – tastiera
- Mike Mangini – batteria

Produzione
- John Petrucci – produzione
- James "Jimmy T" Meslin – registrazione
- Richard Chycki – registrazione voce, produzione vocale aggiuntiva
- Ben Grosse – missaggio
- Tom Baker – mastering

## Successo commerciale
Nella classifica giapponese delle vendite fisiche e digitali Distance over Time ha esordito al 10º posto con 8 343 copie vendute.

## Classifiche
| Classifica (2019)          | Posizione massima |
| -------------------------- | ----------------- |
| Australia                  | 10                |
| Austria                    | 5                 |
| Belgio (Fiandre)           | 8                 |
| Belgio (Vallonia)          | 8                 |
| Canada                     | 12                |
| Finlandia                  | 20                |
| Francia                    | 16                |
| Germania                   | 1                 |
| Italia                     | 4                 |
| Norvegia                   | 3                 |
| Paesi Bassi                | 3                 |
| Polonia                    | 10                |
| Portogallo                 | 4                 |
| Regno Unito                | 12                |
| Regno Unito (rock & metal) | 1                 |
| Repubblica Ceca            | 9                 |
| Spagna                     | 6                 |
| Stati Uniti                | 24                |
| Stati Uniti (hard rock)    | 3                 |
| Stati Uniti (rock)         | 4                 |
| Stati Uniti (tastemaker)   | 1                 |
| Svezia                     | 4                 |
| Svizzera                   | 1                 |
| Ungheria                   | 5                 |